# シンハリーズ
シンハリーズ（欧字名:Singhalese、2002年3月3日 - ）は、イギリスで生産された競走馬、繁殖牝馬。
2005年のデルマーオークス（G1）を制したほか、引退後は日本で繁殖牝馬となり、2016年の優駿牝馬（オークス、GI）を制したシンハライトなど3頭の重賞勝ち馬を輩出した。

## 競走馬時代
2歳時に4戦1勝の戦績を残し、3歳となる2005年は重賞戦線で好走。G1初出走となるアメリカンオークスでは日本から出走してきたシーザリオの3着に敗れるも、次走1着を挟んで出走したデルマーオークスを制しついに重賞およびG1初制覇を果たした。その後、G3パッカーアップステークスに出走し2着、クイーンエリザベス2世チャレンジカップステークスでは7着に敗れ、翌2006年の1戦で敗れたのを最後に現役を引退した。

## 繁殖牝馬時代
引退後は社台グループの吉田勝己に売却され、日本のノーザンファームで繁殖牝馬となった。すると、2年目の産駒であるアダムスピーク（父ディープインパクト）が2011年のラジオNIKKEI杯2歳ステークスを制し、早くも産駒の初重賞制覇を果たした。さらに、2016年にはアダムスピークの全妹シンハライトが優駿牝馬を制し、産駒のGI級競走およびクラシック競走初制覇を達成した。
2022年10月15日付で繁殖牝馬を引退（用途変更）。繁殖牝馬引退後はリードホースとして引き続きノーザンファームで繋養されている。

## 繁殖成績
|        | 馬名             | 誕生年 | 性 | 毛色   | 父                 | 馬主                               | 厩舎                         | 戦績・備考                                             | 出典   |
| ------ | ---------------- | ------ | -- | ------ | ------------------ | ---------------------------------- | ---------------------------- | ------------------------------------------------------ | ------ |
| 初仔   | ポロンナルワ     | 2008年 | 牝 | 栗毛   | Rahy               |                                    |                              | （未出走・繁殖）                                       | [ 7 ]  |
| 2番仔  | アダムスピーク   | 2009年 | 牡 | 黒鹿毛 | ディープインパクト | （有）キャロットファーム           | 栗東・石坂正                 | 8戦3勝（ラジオNIKKEI杯2歳S優勝・引退）                 | [ 8 ]  |
| 3番仔  | シンハディーパ   | 2010年 | 牝 | 黒鹿毛 | ウォーエンブレム   | （有）サンデーレーシング           | 栗東・松永幹夫               | 11戦1勝（引退・繁殖）                                  | [ 9 ]  |
| 4番仔  | リラヴァティ     | 2011年 | 牝 | 黒鹿毛 | ゼンノロブロイ     | （有）キャロットファーム           | 栗東・石坂正                 | 23戦5勝（マーメイドS優勝・繁殖）                       | [ 10 ] |
| 5番仔  | アダムスブリッジ | 2012年 | 牡 | 鹿毛   | ゼンノロブロイ     | （有）キャロットファーム           | 栗東・石坂正                 | 36戦3勝（若駒S優勝・引退）                             | [ 11 ] |
| 6番仔  | シンハライト     | 2013年 | 牝 | 黒鹿毛 | ディープインパクト | （有）キャロットファーム           | 栗東・石坂正                 | 6戦5勝 （優駿牝馬、ローズS、チューリップ賞優勝・繁殖） | [ 12 ] |
| 7番仔  | ミリッサ         | 2014年 | 牝 | 栗毛   | ダイワメジャー     | （有）キャロットファーム           | 栗東・石坂正                 | 17戦4勝（引退・繁殖）                                  | [ 13 ] |
| 8番仔  | シンハラージャ   | 2015年 | 牡 | 栗毛   | オルフェーヴル     | （有）キャロットファーム           | 栗東・石坂正                 | 14戦2勝（引退）                                        | [ 14 ] |
| 9番仔  | ライティア       | 2017年 | 牝 | 鹿毛   | ディープインパクト | （有）キャロットファーム           | 栗東・池添学                 | 14戦4勝（引退・繁殖）                                  | [ 15 ] |
| 10番仔 | スリーパーダ     | 2019年 | 牝 | 栗毛   | ミッキーアイル     | （有）キャロットファーム           | 栗東・斉藤崇史               | 18戦3勝（引退）                                        | [ 16 ] |
| 11番仔 | ジャミーレ       | 2020年 | 牝 | 栗毛   | リアルインパクト   | （有）キャロットファーム           | 栗東・斉藤崇史               | 7戦2勝（引退）                                         | [ 17 ] |
| 12番仔 | ナインストーンズ | 2021年 | 牡 | 鹿毛   | キズナ             | （有）キャロットファーム →武井良介 | 栗東・池添学 →大井・鈴木啓之 | 7戦0勝（現役）                                         | [ 18 ] |
| 13番仔 | エンベッカ       | 2022年 | 牝 | 鹿毛   | サトノダイヤモンド | （有）キャロットファーム           | 栗東・斉藤崇史               | （デビュー前）                                         | [ 19 ] |

- 2025年4月22日現在

## エピソード
- 活躍産駒のシンハライトは6戦5勝、桜花賞のみ2着という戦績で現役を終えたが、オークス制覇を含む6戦5勝、敗れた1戦が桜花賞2着というのは、シンハリーズがアメリカンオークスで敗れたシーザリオの戦績とも一致する[20]。

## 血統表
| シンハリーズ（Singhalese）の血統 | シンハリーズ（Singhalese）の血統 | シンハリーズ（Singhalese）の血統 | （血統表の出典）     | （血統表の出典） |
| 父系                             | サドラーズウェルズ系             | サドラーズウェルズ系             | サドラーズウェルズ系 | [ § 2 ]          |
| 父 Singspiel 1992 鹿毛           | 父の父In the Wings 1986 鹿毛     | Sadler's Wells                   | Northern Dancer      | Northern Dancer  |
| 父 Singspiel 1992 鹿毛           | 父の父In the Wings 1986 鹿毛     | Sadler's Wells                   | Fairy Bridge         |                  |
| 父 Singspiel 1992 鹿毛           | 父の父In the Wings 1986 鹿毛     | High Hawk                        | Shirley Heights      | Shirley Heights  |
| 父 Singspiel 1992 鹿毛           | 父の父In the Wings 1986 鹿毛     | High Hawk                        | Sunbittern           |                  |
| 父 Singspiel 1992 鹿毛           | 父の母Glorious Song 1976 鹿毛    | Halo                             | Hail to Reason       | Hail to Reason   |
| 父 Singspiel 1992 鹿毛           | 父の母Glorious Song 1976 鹿毛    | Halo                             | Cosmah               |                  |
| 父 Singspiel 1992 鹿毛           | 父の母Glorious Song 1976 鹿毛    | Ballade                          | Herbager             | Herbager         |
| 父 Singspiel 1992 鹿毛           | 父の母Glorious Song 1976 鹿毛    | Ballade                          | Miss Swapsco         |                  |
| 母 Baize 1993 栗毛               | 母の父Efisio 1982 鹿毛           | Formidable                       | Forli                | Forli            |
| 母 Baize 1993 栗毛               | 母の父Efisio 1982 鹿毛           | Formidable                       | Native Partner       |                  |
| 母 Baize 1993 栗毛               | 母の父Efisio 1982 鹿毛           | Eldoret                          | High Top             | High Top         |
| 母 Baize 1993 栗毛               | 母の父Efisio 1982 鹿毛           | Eldoret                          | Bamburi              |                  |
| 母 Baize 1993 栗毛               | 母の母Bayonne 1988 栗毛          | Bay Express                      | Polyfoto             | Polyfoto         |
| 母 Baize 1993 栗毛               | 母の母Bayonne 1988 栗毛          | Bay Express                      | Pal Sinna            |                  |
| 母 Baize 1993 栗毛               | 母の母Bayonne 1988 栗毛          | Lambay                           | Lorenzaccio          | Lorenzaccio      |
| 母 Baize 1993 栗毛               | 母の母Bayonne 1988 栗毛          | Lambay                           | Treasure Island      |                  |
| 母系(F-No.)                      | (FN:F6-e)                        | (FN:F6-e)                        | (FN:F6-e)            | [ § 3 ]          |
| 5代内の近親交配                  | アウトブリード                   | アウトブリード                   | アウトブリード       | [ § 4 ]          |
| 出典                             | 1. 2. 3. 4.                      | 1. 2. 3. 4.                      | 1. 2. 3. 4.          | 1. 2. 3. 4.      |